# Zevenwouden

Vlag van Zevenwouden

Wapen

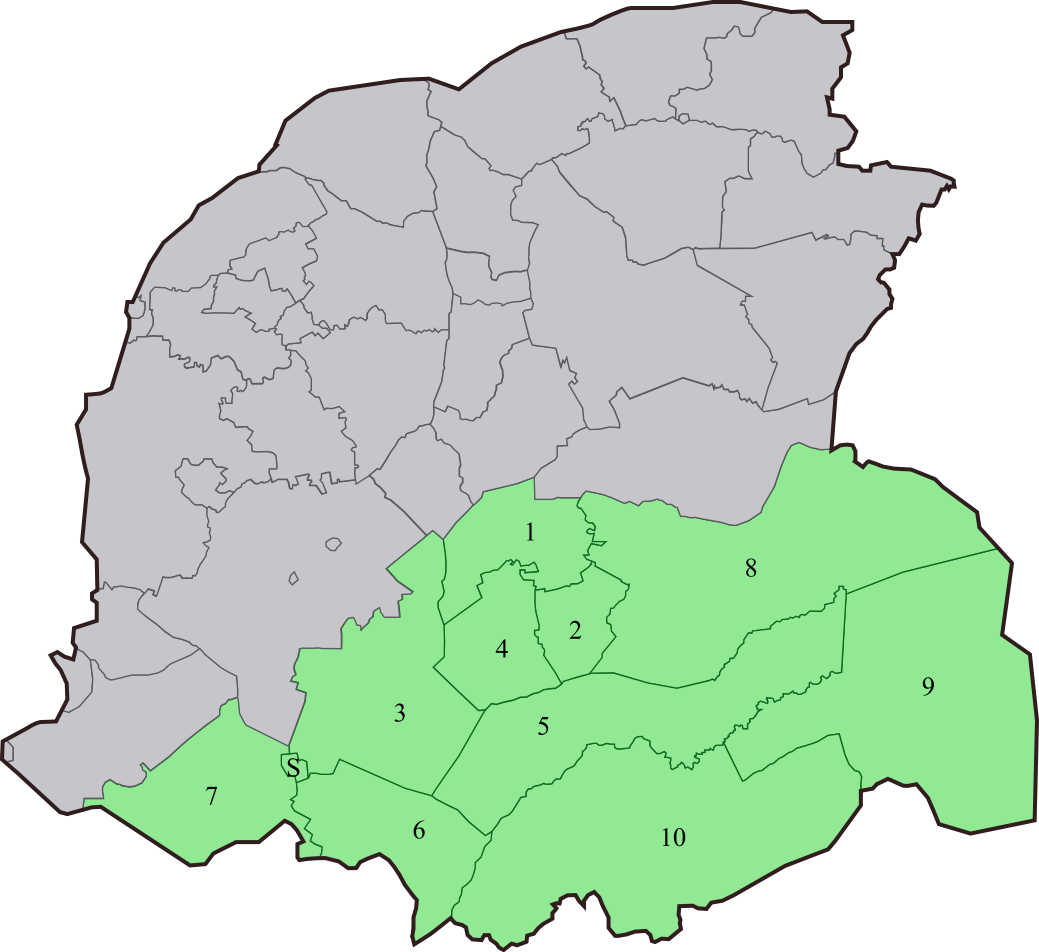
Grietenijen van Zevenwouden

Zevenwouden (Fries: Sânwâlden; Nedersaksisch: Zeuvenwoolden) was een gouw in het zuidoosten van Friesland. Zevenwouden (Zevenwolden, Sevenwolden) was later naast Oostergo, Westergo en de Elf Steden ook een van de kwartieren van Friesland.

## Ontstaan
Omdat Bornego uit elkaar viel in de 14e eeuw, toen het opgesplitst werd, was er in het zuiden van Friesland nood aan een nieuw verband. Zevenwouden is omstreeks het midden van de 15e eeuw ontstaan als een verbond van drie grietenijen van Westergo en vier van Oostergo. De naam Zevenwouden wordt voor het eerst vermeld in een oorkonde uit 1446. Het verband werd aan het begin van de 15e eeuw gesloten tussen de Bornegose delen Bornferd en Schoterland en het Westergose Doniawerstal. Dit verband bestond oorspronkelijk uit zeven delen: Bornferd werd Utingeradeel, Aengwirden en Haskerland, van Schoterland werd het kustdeel Oosterzeesterland, en van Doniawerstal werd het kustdeel Mirderland.

## Uitbreiding
In de 15e eeuw had dit nieuwe verband niet veel invloed op de Friese politiek, die vooral gericht was op Oostergo en Westergo. Maar toen Gaasterland, Opsterland en de Stellingwerven omstreeks het jaar 1500 zich aansloten bij Zevenwouden werd het een gouw met dezelfde rechten als de andere twee. De laatste veranderingen in de samenstelling waren het samengaan van Mirderland en Oosterzeesterland tot de Lemster Vuufge, later Lemsterland, terwijl andersom de Stellingwerven in de grietenijen Ooststellingwerf en Weststellingwerf verdeeld werd.
| De tien grietenijen van Zevenwouden | De tien grietenijen van Zevenwouden |
| ----------------------------------- | ----------------------------------- |
| 1                                   | Utingeradeel                        |
| 2                                   | Aengwirden                          |
| 3                                   | Doniawerstal                        |
| 4                                   | Haskerland                          |
| 5                                   | Schoterland                         |
| 6                                   | Lemsterland                         |
| 7                                   | Gaasterland                         |
| 8                                   | Opsterland                          |
| 9                                   | Ooststellingwerf                    |
| 10                                  | Weststellingwerf                    |

| Eén stad | Eén stad |
| -------- | -------- |
| S        | Sloten   |

## Heden
Tegenwoordig bestaat het gebied uit de gemeenten De Friese Meren, Heerenveen, Opsterland, delen van de gemeente Súdwest-Fryslân en in ruimere zin de gemeenten Weststellingwerf en Ooststellingwerf ten zuiden van de rivier de Tjonger.